# Шипицыно (Вологодская область)
Шипицыно — деревня в Шекснинском районе Вологодской области.
Входит в состав сельского поселения Сиземского, с точки зрения административно-территориального деления — в Сиземский сельсовет.
Расстояние до районного центра Шексны по автодороге — 41,7 км, до центра муниципального образования Чаромского по прямой — 15 км. Ближайшие населённые пункты — Поповское, Сыромяткино, Починок.
По переписи 2002 года население — 5 человек.